# Dio Padre Misericordioso

Außenansicht von Dio Padre Misericordioso

Die Kirche Dio Padre Misericordioso (italienisch für: Gott, der barmherzige Vater, lat.: Dei Patris misericordis, auch Chiesa del Giubileo genannt) ist ein moderner Kirchenbau im römischen Stadtviertel Tor Tre Teste (zwischen der Via Casilina und der Via Prenestina) und wurde nach den Plänen des US-amerikanischen Architekten Richard Meier erbaut und im Jahr 2003 eingeweiht.

## Bauwerk
Dio Padre Misericordioso entstand als Teil eines Bauprogramms der Diözese Rom, die zum Jubiläumsjahr 2000 in den Außenbezirken der Stadt Kirchen von hoher architektonischer Qualität schaffen wollte. Nachdem die Diözese mit den Ergebnissen eines ersten offenen Wettbewerbes unzufrieden war, wurden für den zweiten Wettbewerb gezielt sechs Star-Architekten eingeladen: Tadao Ando, Günter Behnisch, Santiago Calatrava, Peter Eisenman, Frank O. Gehry und Richard Meier. Im Mai 1996 entschied sich die Jury für Meiers Entwurf.
Die Kirche ist die Titeldiakonie von Kardinal Crescenzio Sepe.
Der Kirchenbau, mit 40 m Länge und 31 m Breite eher klein gehalten, repräsentiert ein stark stilisiertes Schiff mit drei Segeln. Die Segel haben eine Höhe von 17, 22 und 27 m. Der Kirchturm ist 20 m hoch. Das Schiff steht, im Rückgriff auf die christliche Symbolsprache, für die Universalkirche als Volk Gottes, das durch die „See“ des dritten Jahrtausends segelt. Die drei leicht konkaven Schalen („Segel“) stehen auch für die Dreifaltigkeit, wobei die innerste und größte, die den Gottesdienstraum überwölbt, auch als Symbol des Schutzes Gottes für die christliche Gemeinschaft gesehen werden kann. Die äußerste Schale wölbt sich über der Tauf-, die mittlere über der Sakramentskapelle.
Um das Weiß der Außenwände vor der starken Luftverschmutzung zu schützen, wurde ein neuartiger, mit Titandioxid beschichteter, selbstreinigender Beton verwendet. Als überraschender Nebeneffekt konnte festgestellt werden, dass die Titandioxidpigmente auch Luftschadstoffe binden und in der unmittelbaren Umgebung des Kirchengebäudes eine messbare Verbesserung der Luftqualität bewirken.
„In den Innenraum aus weißem Beton und transparentem Glas flutet von allen Seiten helles Naturlicht – charakteristisch für die Architektur Meiers, dem Licht als ‚liebstes und vielfältiges Baumaterial‘ gilt (‚das Wichtigste ist Licht. Licht ist Leben‘). Der im Tagesverlauf wechselnde Lichteinfall ruft Reflexionen der weißen Wände hervor. Die weiße Farbe, für Meiers Architekturen ebenfalls typisch, scheint das einfallende Licht beinahe zu potenzieren und harmonisiert den Raum zur Einheit von nahezu spiritueller Qualität, die mit der raffinierten Lichtinszenierung süddeutscher Rokoko-Kirchen vergleichbar ist.“

## Orgel
Die Orgel wurde 2003 von der Orgelbaufirma Organaria Romana erbaut. Das Instrument besteht aus einer dreimanualigen elektronischen Orgel und verfügt zudem über 9 klingende Pfeifenregister auf zwei Manualwerken.
| II Hauptwerk C–c4 |       |
| Principale        | 8′    |
| Ottava            | 4′    |
| XV                | 2′    |
| XIX               | 1 ⁄3′ |
| XXII              | 1′    |

| III Positiv C–c4   |       |
| Flauto traversiere | 8′    |
| Flauto a cuspide   | 4′    |
| Nazardo            | 2 ⁄3′ |
| Flautino           | 2′    |